# حديقة المريلاند

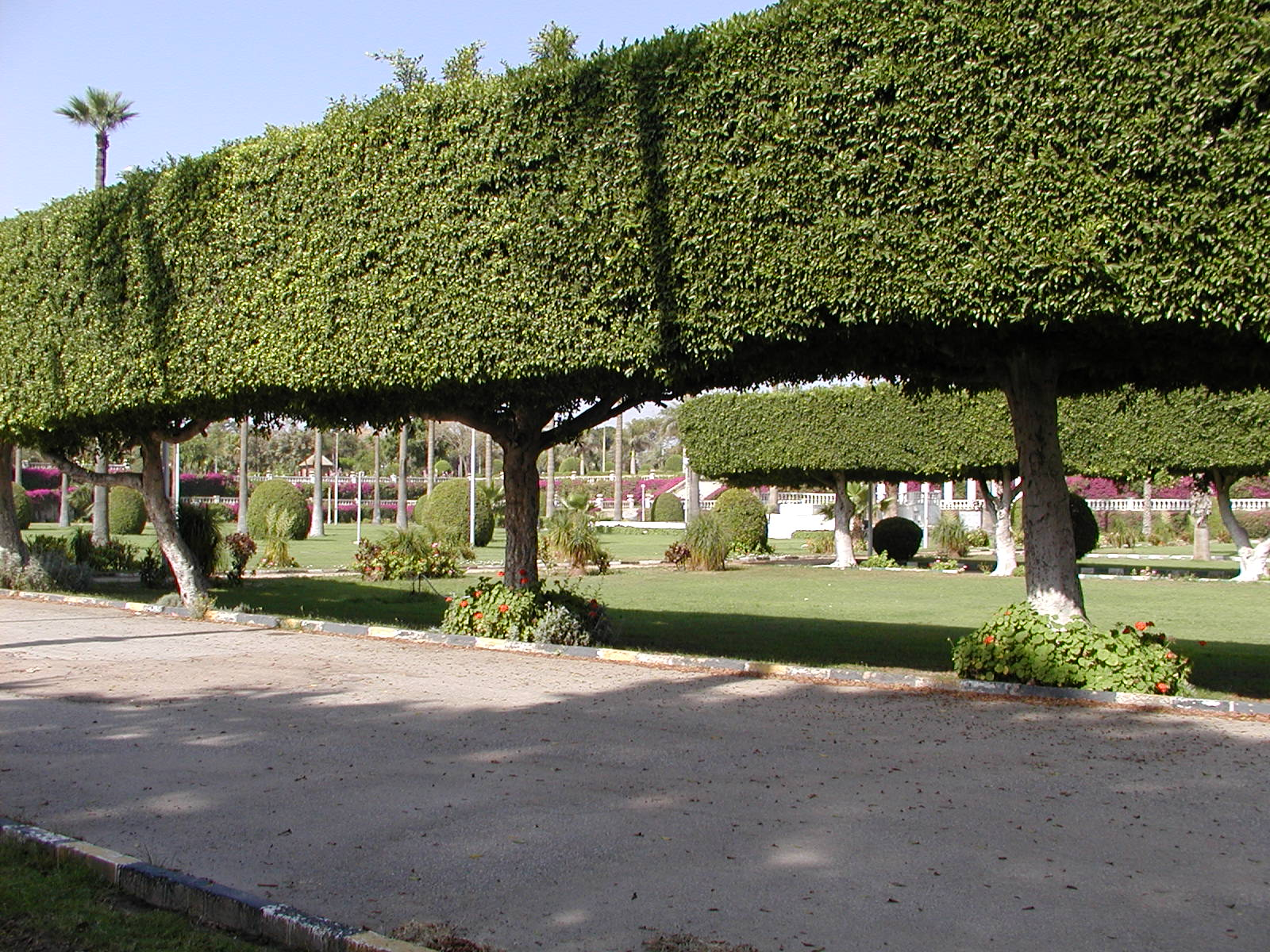
أشجار حديقة الميرلاند

هي أكبر حدائق حي مصر الجديدة بـالقاهرة، تقع على مساحة 50 فدان وتمتد على طول ثلاث محطات للمترو الذي يمر أمامها وهو مترو عبد العزيز فهمي.

## تاريخ الحديقة
يعود تاريخ إنشاء الحديقة إلى سنة 1949 في عهد الملك فاروق تحت اسم نادي سباق الخيل ووقتها كان البارون إمبان صاحب أراضي
مصر الجديدة، وعند قيام ثورة 23 يوليو وقرار التأميم تم نقل نادي سباق الخيل إلى منطقة نادي الشمس، وسمي بعد ذلك بنادي الفروسية، وفي عام 1958 تم تخطيط المكان لتكون به حديقة مكان النادي، وأطلق عليها اسم الميريلاند، وفي عام 1997 آلت الحديقة لشركة سندباد السياحية[بحاجة لمصدر]

## محتويات الحديقة
كانت حديقة الميريلاند مليئة بالأشجار العالية والوارفة الظلال، كما احتوت أيضا بحيرة كانت تبحر بها المراكب الصغيرة، وفي 1963 أضيف للحديقة كازينو وأراضي التزلج على الجليد، كما أنشئ بها مشتل خاص يستعمل في تشجير الحديقة وبيع النباتات للجمهور، بعدها تم إنشاء ثلاث كافيتيريات لخدمة الجمهور ثم حوّلت شركة سندباد الحديقة إلى مكان سياحي ترفيهي عالمي، حيث تم إنشاء بعض المطاعم العالمية بالإضافة لعروض الدولفين وكلاب البحر.

## تطوير الحديقة
تم تطوير النصف القبلي من الحديقة وكان من المقرر افتتاح في أغسطس 2017 الا انه يبدو سيكون الافتتاح في يناير 2018

## وصلات خارجية
بوابة فيتو - حي مصر الجديدة: تطوير حديقة الميريلاند قريبا